# 1961年3月2日月食
1961年3月2日月食为一次在协调世界时1961年3月2日出現的月偏食。該次月食半影食分為1.909、全影食分為0.805。偏食維持了97分。

## 概述
這次月食的食分是10.89，偏食維持了97分。

## 基本參數
- 類型：月偏食
- 食甚資料：
  - 日期：1961年3月2日
  - 時間：13:28
  - 月球位置：赤經10.89度、赤緯7.6度
  - 食分：半影食分：1.909、全影食分：0.805
  - 持續時間：偏食97分

## 外部連結
- NASA月食專頁（页面存档备份，存于）（英文）